# Léfamuline
La léfamuline est un antibiotique de la famille des pleuromutilines.

## Spectre
Elle est active sur la majorité des cocci gram +, y compris ceux qui sont producteurs de bêta-lactamases et sur les Staphylococcus aureus résistant à la méticilline, sur le mycoplasma pneumoniae.

## Indications
Sous le nom de Xenleta, il est approuvé par la Food and Drug Administration, aux États-Unis, pour le traitement des pneumopathies bactériennes communautaires. Son efficacité, par voie orale, est alors comparable à celle de la moxifloxacine.